# 米歇爾·杜基
米歇爾·杜基（Mitchell Duke，1991年1月18日—）是澳洲的一位職業足球運動員，在場上的位置是前鋒。現效力於J1球隊町田澤維亞。澳洲國家足球隊成員。

## 生涯
米歇爾·杜基生於澳洲新南威爾士州利物浦。2011年2月，首次為澳洲職業足球聯賽球會中岸水手上陣，隨後被外借到新南威爾士國家超級聯賽（National Premier Leagues NSW）球會黑鎮城魔鬼（Blacktown City Demons）。球季結束後，回歸中岸水手。2015年，加盟日本甲組職業足球聯賽球隊清水心跳。

## 外部連結
- 米歇爾·杜基在 National-Football-Teams.com 上的出场纪录
- Soccerway資料庫：米歇爾·杜基
- 日本職業足球聯賽中的米歇爾·杜基 （日語）
- Profile at Shimizu S-Pulse （页面存档备份，存于）